# Даґоберт (фільм)
Даґоберт (італ. Dagobert) — італійсько-французька комедійна стрічка 1984 року режисера Діно Різі з Мішель Колюччі, Мішель Серро та Уґо Тоньяцці у головних ролях.

## Синопсис
Події у стрічки відбуваються в 7 столітті, коли король франків Даґоберт I вирушає до Рима, щоб попросити у Папи Римського Гонорія I відпущення своїх гріхв. Тим часом, після палацової змови, за наказом Візантійського імператора Іраклія, папу замінили двійником...

## У ролях
| Актор                | Роль                                                |
| -------------------- | --------------------------------------------------- |
| Колюш                | Даґоберт I, король франків                          |
| Мішель Серро         | Отаріус                                             |
| Уґо Тоньяцці         | Папа Римський Гонорій I та його двійник             |
| Кароль Буке          | Гемера                                              |
| Ізабелла Феррарі     | Хродільда                                           |
| Майкл Лонсдейл       | Святий Еліґій                                       |
| Венантіно Венантіні  | Деметрій, купець                                    |
| Сабріна Сіані        | Бертільда                                           |
| Клаудія Кавальканті  | Фредеґонда                                          |
| Моана Поцці          | куртизанка                                          |
| Карін Май            | Нантільда, друга дружина короля франків Даґоберта I |
| Франческо Скалі      | Ландек                                              |
| Марчелло Боніні Олас | Іраклій, Візантійський імператор                    |
| Федеріка Паккозі     | Раґнетруда                                          |
| Ізабелла Дандоло     | Альпаїда                                            |
| Джеа Мартіре         | Філірія                                             |
| Джон Карлсен         | Корбус                                              |
| Джордано Фальцоні    | Умеріо                                              |
| Антоніо Марсіна      | Ґонтран                                             |
| Романо Пуппо         | Арґобал                                             |
| П'єро Дель Папа      | Лусіо                                               |
| Сальваторе Баккаро   | селянин                                             |
| П'єтро Торрізі       | Базіліо                                             |
| Нелло Паццафіні      | посередник Даґоберта                                |
| Аттіліо Доттезіо     | єпископ                                             |